# Robert Sears
Robert Wilson Sears (ur. 30 listopada 1884 w Portland, zm. 9 stycznia 1979 w Atlancie) – amerykański oficer i szermierz, brązowy medalista olimpijski. 
Na igrzyskach olimpijskich w Antwerpii w 1920 roku reprezentacja USA w składzie: Henry Breckinridge, Francis Honeycutt, Arthur Lyon, Harold Rayner i Robert Sears zdobyła brązowy medal we florecie drużynowym. W szpadzie drużynowej był tam szósty. Na tych samych igrzyskach wystartował także w pięcioboju nowoczesnym, kończąc rywalizację na ósmej pozycji.
W 1904 roku ukończył West Point i rozpoczął służbę United States Army. W czasie II wojny światowej brał udział w walkach na froncie zachodnim. W stan spoczynku przeszedł w 1946 w stopniu pułkownika.